# Nagryz pionowy

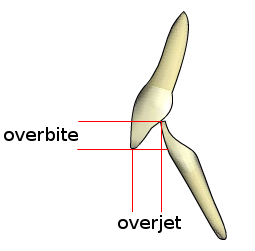
Nagryz pionowy – overbite

Nagryz pionowy (ang. overbite) – pionowe zachodzenie zębów siecznych w zwarciu centrycznym, wartość mierzona w ortodoncji jako miara prawidłowości zgryzu u pacjenta. Prawidłowo zęby górnego łuku zębowego pokrywają częściowo powierzchnie przedsionkowe (wargowe) zębów dolnych, a brzeg sieczny siekaczy dolnych kontaktuje się z powierzchnią podniebienną siekaczy górnych na guzkach podniebiennych.
Nagryz pionowy liczy się od brzegu siecznego dolnego przyśrodkowego siekacza do brzegu siecznego górnego przyśrodkowego siekacza i powinien wynosić 1-3mm (lub inaczej: 1/3 wysokości powierzchni wargowej dolnego przyśrodkowego siekacza).
Jeśli nagryz pionowy wynosi 0mm mówimy o zgryzie prostym, natomiast gdy jest ujemny mówimy o zgryzie otwartym.